# Балабин, Иван Тимофеевич
Иван Тимофеевич Балабин (1734 — после 1804) — генерал-майор Русской императорской армии, отец генерал-лейтенанта Пётра Ивановича Балабина.

## Биография
Выпускник военного училища.
В 1774 году — полковник, с 26.02.1776 года — бригадир, управляющий полтавской провиантской комиссией, с 22.09.1778 года — генерал-майор.
Вышел в отставку в 1804 году.
«Объяснение кто из господ дворян Кролевецкого повета упражняется по склонности своей в опытах хозяйственных произведении: Его превосходительство господин генерал-майор Иван Тимофеевич Балабин — в земледелии и садоводстве. Имеет пребывание Кролевецкого повета в с. Былки…»
Жена — Pauline Балабина (Paris).
Дочь — Елизавета Ивановна Гагарина (Балабина) (1773—1803), с 1796 года жена князя Ивана Алексеевича Гагарина. В браке имела 6 сыновей, умерла при родах. Иван Мартос сделал её надгробие.